# Mascarenhas-papagáj
A Mascarenhas-papagáj (Mascarinus mascarin) a madarak (Aves) osztályának papagájalakúak (Psittaciformes) rendjéhez és a szakállaspapagáj-félék (Psittaculidae) családjához tartozó Mascarinus nem egyetlen kihalt faja.

## Előfordulása
Réunion szigetén volt honos.

## Kihalása
Az utolsó beszámoló a vadon élő madarakról az 1770-es években volt, valószínűleg a vadászat okozta a kihalásukat.